# Phragmipedieae
De Phragmipedieae vormen een tribus (geslachtengroep) van de Cypripedioideae, een onderfamilie van de orchideeënfamilie (Orchidaceae)
De tribus omvat één geslacht en een twintigtal soorten.
Het zijn terrestrische, epifytische en lithofytische orchideeën uit Centraal- en Zuid-Amerika.
Voor een beschrijving van deze tribus, zie de geslachtsbeschrijving.

## Geslachten
- Phragmipedium